# Helfta
Helfta es una localidad (ortsteil) del municipio de Lutherstadt Eisleben, en el distrito de Mansfelder Land (estado de Sajonia-Anhalt), en Alemania. Tuvo gran fama en la Edad Medida por su monasterio de la Asunción de María, donde florecieron la teología y la mística gracias a su comunidad de monjas. Tras la Segunda Guerra Mundial, en Helfta se instaló un campo de prisioneros gestionado por las fuerzas estadounidenses.

## Localización
Helfta se encuentra en el sureste de Lutherstadt Eisleben, en la carretera a Halle, al sur de la zona industrial 3E.
Al este está el lago Süße y al sur las montañas de Hornburger Sattel. 

## Historia

### Edad Media
La primera mención histórica a esta localidad es del siglo IX, en el Registro de diezmos de Hersfeld, relación de los lugares y castillos en el gau de Friesenfeld de los que la abadía de Hersfeld recibía diezmos, donde se la cita con el nombre de Helpide. En otro documento del año 969 se menciona Helpidi como una de las villas del condado de Sigifrids en Hassegau.

#### Monasterio de Santa María
Entre mediados del siglo XIII y mediados del siglo XVI tuvo gran importancia el monasterio de la Asunción, trasladado desde una ubicación anterior en Rossdorf, cuyas monjas destacaron como místicas y teólogas, especialmente en los tiempos de la abadesa Gertrudis de Hackeborn, tiempo en el que coincidieron las monjas Matilde de Magdeburgo, Gertrudis Magna y Matilde de Hackeborn (hermana de la abadesa Gertrudis). El monasterio fue disuelto en el siglo XVI, en los tiempos de la Reforma protestante, y pasó a ser propiedad particular de la familia Von Pfuel.

### Edad Contemporánea
En el siglo XIX, durante el dominio napoleónico (1807-1813), Helfta perteneció al reino de Westfalia.
Entre 1824 a 1826 se construyó la carretera que unía Halle con Nordhausen y que atravesaba Helfta, conocida como Fernstrasse 80 (sucesivamente, recibió los nombres de Reichsstrasse 80, Fernstrasse 80, Bundesstrasse 80 y Landesstrasse 151). Además, se conservan dos mojones de la Halleschen Strasse, que tienen la consideración de monumento.

#### Campo de prisioneros tras la II Guerra Mundial
El 13 de abril de 1945, el Primer Ejército de los Estados Unidos instaló un campo de prisioneros de guerra en las inmediaciones de Helfta, donde ser recluyó a 90000 personas (tanto soldados como civiles alemanes), que se hacinaron en un recinto de 80000 m². Se calcula que murieron allí entre 2000 y 3000, debido principalmente por las condiciones infrahumanas de tal campo. El campo fue cerrado el 23 de mayo de 1945 y sus prisioneros, trasladados a otras ciudades. No se han encontrado los restos de los fallecidos. El 20 de mayo de 1995 se erigió un monumento conmemorativo en Helfta a los prisioneros de guerra.

## Comunicaciones y ruta turística
La circunvalación de Eisleben, que pasa por el pueblo, incluye la carretera federal 80 y la carretera federal 180. 
Tiene una parada de la línea ferroviaria Halle-Hann. Münden.
El monasterio de Helfta forma parte de la ruta turística Straße der Romanik (calzada románica) del estado de Sajonia-Anhalt, que a su vez está integrada en el Itinerario Cultural del Consejo de Europa Transromanica.

## Árbol singular
En Helfta está uno de los cornejos macho más antiguos de Alemania. Se le supone nacido en la segunda mitad del siglo XVII, tiene más de nueve metros de altura y un tronco con una circunferencia de 1,80 m. Está protegido como monumento natural.